# Polygala telephioides
Polygala telephioides är en jungfrulinsväxtart som beskrevs av Carl Ludwig von Willdenow. Polygala telephioides ingår i släktet jungfrulinssläktet, och familjen jungfrulinsväxter. Inga underarter finns listade i Catalogue of Life.